# María La Baja
María La Baja ist eine Gemeinde (municipio) in Kolumbien im Departamento Bolívar. María La Baja ist Teil der inoffiziellen Metropolregion Cartagena, der Metropolregion von Cartagena.

## Geografie
María La Baja liegt im Norden Bolívars in der Subregion Montes de María am Fuß des gleichnamigen Gebirgszugs auf einer Höhe von 14 Metern und hat eine Jahresdurchschnittstemperatur von 28 °C. Das Gemeindegebiet erstreckt sich auf 547 km² Land. Die Stadt selbst nimmt etwa 150 km² ein und liegt 72 km südlich von Cartagena, der Hauptstadt Bolívars. Auf dem Gebiet der Gemeinde befinden sich große Feuchtgebiete, insbesondere die Ciénaga de María La Baja. María La Baja grenzt im Norden an Arjona, im Osten an Mahates und San Juan Nepomuceno, im Süden an El Carmen de Bolívar und San Jacinto und im Westen an San Onofre im Departamento de Sucre.

## Bevölkerung
Die Gemeinde María La Baja hat 49.462 Einwohner, von denen 22.565 im städtischen Teil (cabecera municipal) der Gemeinde leben. In der Metropolregion leben 1.382.015 Menschen (Stand 2019).

## Geschichte
María La Baja wurde wahrscheinlich 1535 von Alonso de Heredia, Bruder von Pedro de Heredia, am Bach Zaimo und in der Nähe des indigenen Dorfes Tuya gegründet. Eine andere Überlieferung datiert die Gründung auf 1534 durch Alonso de Heredia, als dieser sich auf einer militärischen Expedition gegen den indigenen Kaziken Tolú befand. Nach einer dritten Version erfolgte die Gründung erst 1548 durch Alonso López de Ayala.

## Wirtschaft
Die wichtigsten Wirtschaftszweige von María La Baja sind die Rinder- und Milchproduktion, sowie Landwirtschaft (Anbau von Maniok, Bananen und Mais) und Fischerei.